# Ergasilus lamellifer
Ergasilus lamellifer is een eenoogkreeftjessoort uit de familie van de Ergasilidae. De wetenschappelijke naam van de soort is voor het eerst geldig gepubliceerd in 1961 door Fryer.